# Baptiste Veistroffer
Baptiste Veistroffer, né le 29 mai 2000 à Fouesnant, est un coureur cycliste français.

## Biographie

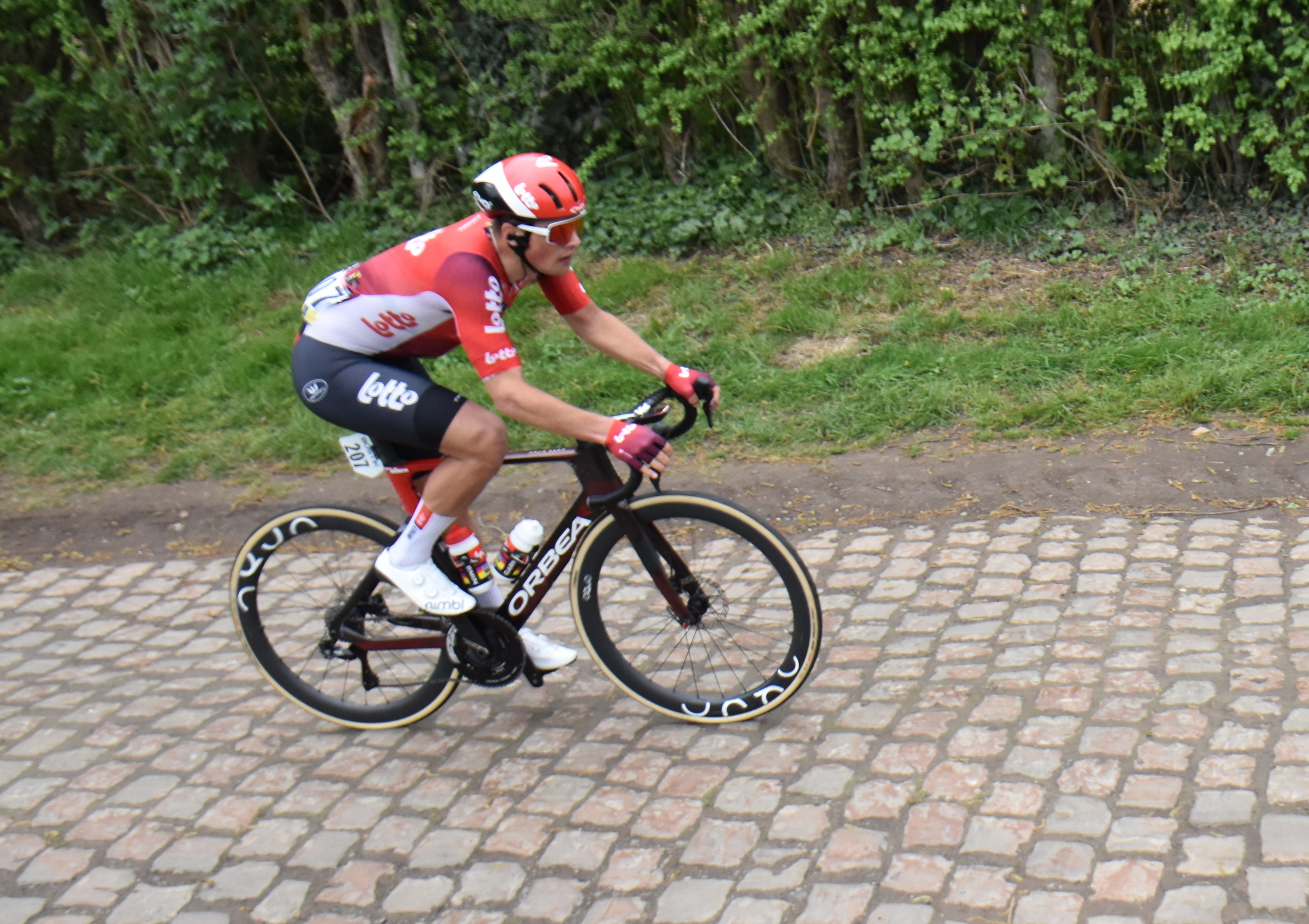
Baptiste Veistroffer # 207 - Paris-Roubaix 2025

Baptiste Veistroffer est originaire de Fouesnant, une commune située dans le département breton du Finistère. Il commence sa carrière sportive en 2015 par le triathlon. Licencié à Quimper, il obtient notamment divers podiums au niveau national dans cette discipline,.  
En 2020, la pandémie de Covid-19 suspend une bonne partie des triathlons. Veistroffer décide alors de se consacrer au cyclisme en prenant une licence à l'UCK Vannes. Rapidement, il montre ses qualités en enchaînant les succès sur des courses bretonnes de deuxième ou troisième catégorie. Ses bons débuts l'incitent à délaisser progressivement le triathlon pour le vélo. 
En 2022, il intègre le VC Pays de Loudéac, une équipe évoluant au plus haut niveau amateur. Décrit comme un rouleur, il obtient deux victoires et diverses places d'honneur en première catégorie. Il termine par ailleurs deuxième du Grand Prix de Nogent-sur-Oise, une compétition inscrite au calendrier de l'UCI. 
Lors de la saison 2023, il remporte les Boucles de l'Essor grâce à une échappée en solitaire. La même année, il se classe troisième du Grand Prix de Fougères, une manche de la Coupe de France N1. Il est ensuite transféré dans la réserve de la formation AG2R-Citroën en 2024, après un stage concluant (dixième du contre-la-montre du Tour Poitou-Charentes). Il court plus de la moitié du temps au sein de l'équipe World Tour en 2024. Il remporte la première victoire de sa carrière au niveau international lors de la quatrième étape du Tour de Bretagne. Il se classe également dixième du Tour du Poitou-Charentes. Pour la saison 2025, il ne rejoint pas l'équipe Decathlon AG2R La Mondiale, mais l'équipe Belge Lotto.
Lors du début de saison 2025, sous ses nouvelles couleurs, il se distingue par ses nombreuses échappées, notamment lors de ses 3 premiers jours de course, sur le Grand Prix Castellón (93e, 129kms à l'avant), le Grand Prix de Valence (126e, 130kms à l'avant) et le Grand Prix La Marseillaise (71e, 126kms de fugue).

## Palmarès et résultats

### Palmarès par année
- 2022
  - 4e épreuve de la Ronde Finistérienne
  - Grand Prix des Filets Bleus
  - 2e du Grand Prix de Lanester
  - 2e du Grand Prix de Nogent-sur-Oise
  - 2e du Grand Prix de Locminé
  - 3e du Grand Prix de Saint-Philibert Trégunc
  - 3e de la Route des Mégalithes
- 2023
  - Boucles de l'Essor
  - 4e épreuve de la Ronde Finistérienne
  - 2e du Grand Prix de Saint-Philibert Trégunc
  - 3e du Grand Prix de Fougères
- 2024
  - 4e étape du Tour de Bretagne

### Classements mondiaux
| Année                                 | 2022  | 2023 | 2024  |
| ------------------------------------- | ----- | ---- | ----- |
| Classement mondial                    | 1254e | nc   | 2192e |
| UCI Europe Tour                       | 874e  | nc   | nc    |
|                                       |       |      |       |
| Légende : nc = non classéSource : UCI |       |      |       |